# Kokubun-ji

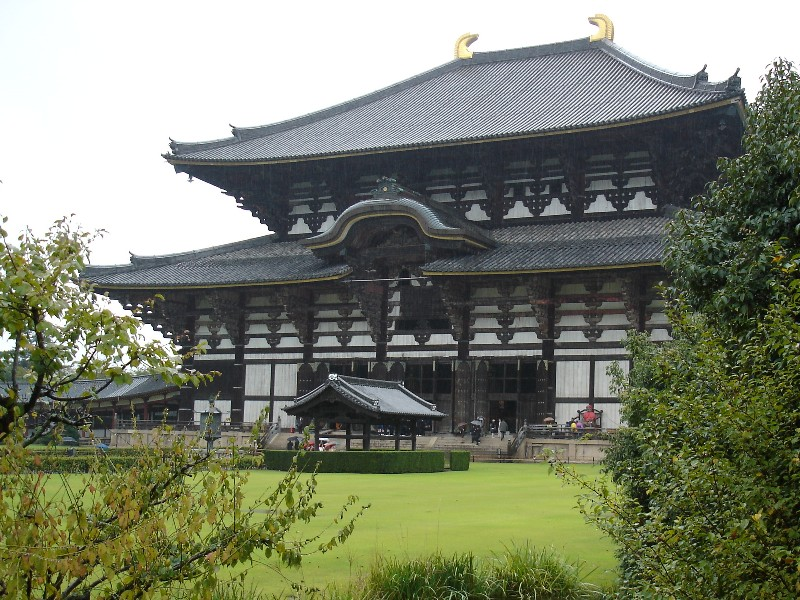
Der Tōdai-ji in Nara

Ein Kokubun-ji bezeichnet eine Tempelart in Japan. Auf Befehl des japanischen Tennōs Shōmu im Jahr 741 wurde ein System staatlich geförderter buddhistischer Klöster in ganz Japan errichtet. In jeder Provinz sollte ein Männerkloster für Mönche (国分寺, kokubunji, dt. etwa: „Provinztempel“ oder selten: 国分僧寺, kokubunsōji, „Provinzmönchstempel“) und ein Frauenkloster für Nonnen (国分尼寺, kokubunniji, kokubuniji, „Provinznonnentempel“) errichtet werden, deren Gebete auf das Wohl des Staates gerichtet sein sollten.
Sie sollten dem Staat und der Bevölkerung Wohlstand und vor allem Schutz vor Unglücken, wie Erdbeben, Feuersbrünsten und Missernten bringen. 
Der Tōdai-ji in Nara, der Provinztempel der Provinz Yamato, diente als Haupttempel aller Kokubunji und der Hokke-ji diente als Haupttempel für alle Kokubunniji. 
Die Wörter Kokubunji, Kokubun oder Kokubu sind in Ortsnamen bis heute erhalten geblieben, beispielsweise:
- Kokubunji, Präfektur Kagawa,
- Kokubu, Präfektur Kagoshima,
- Kokubunji-chō, Satsumasendai, Präfektur Kagoshima,
- Kokubunji, Kita-ku, Osaka, Präfektur Osaka,
- Kokubunji, Präfektur Tochigi und
- Kokubunji, Präfektur Tokio.

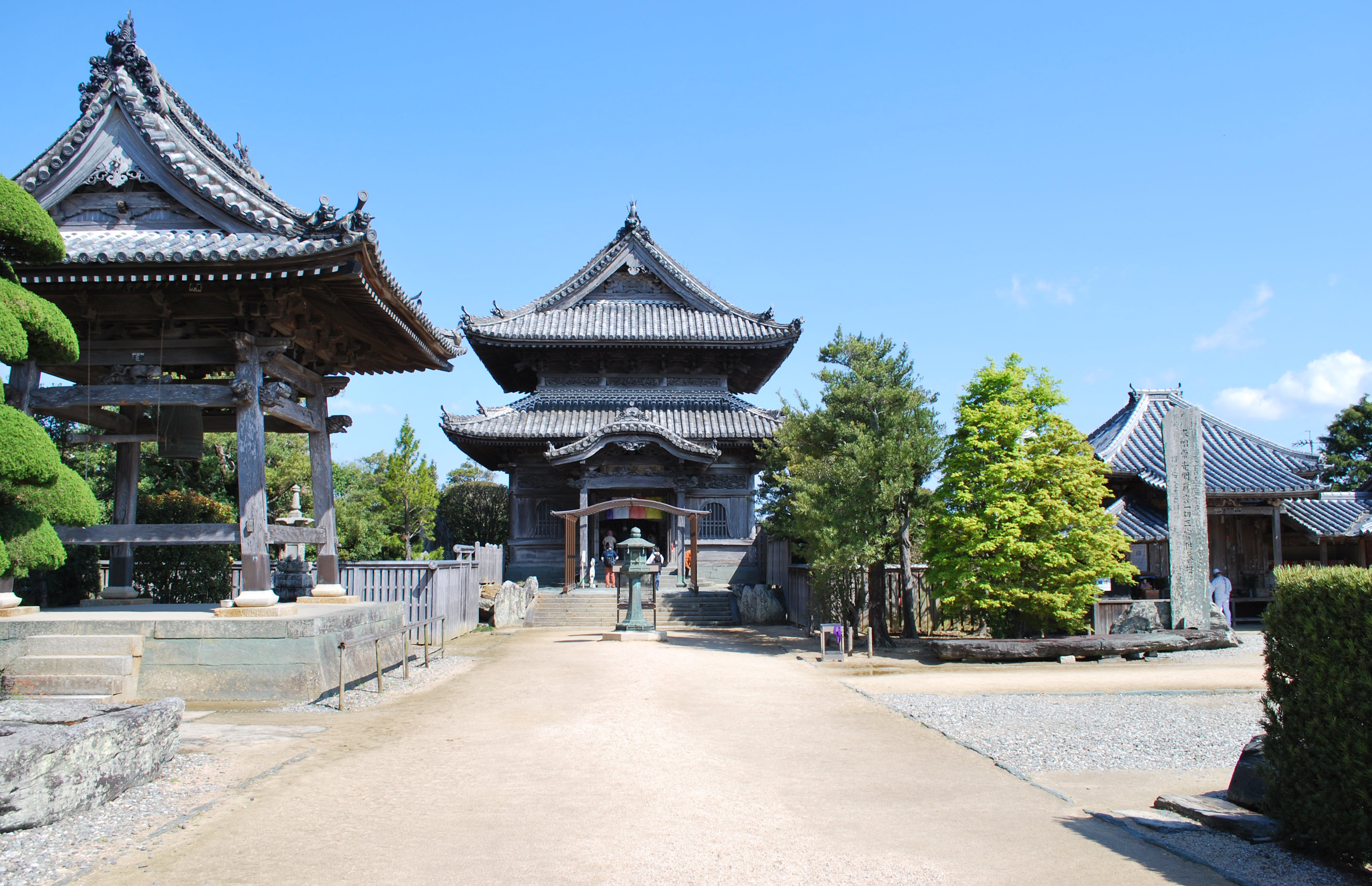
Awa Kokubun-ji
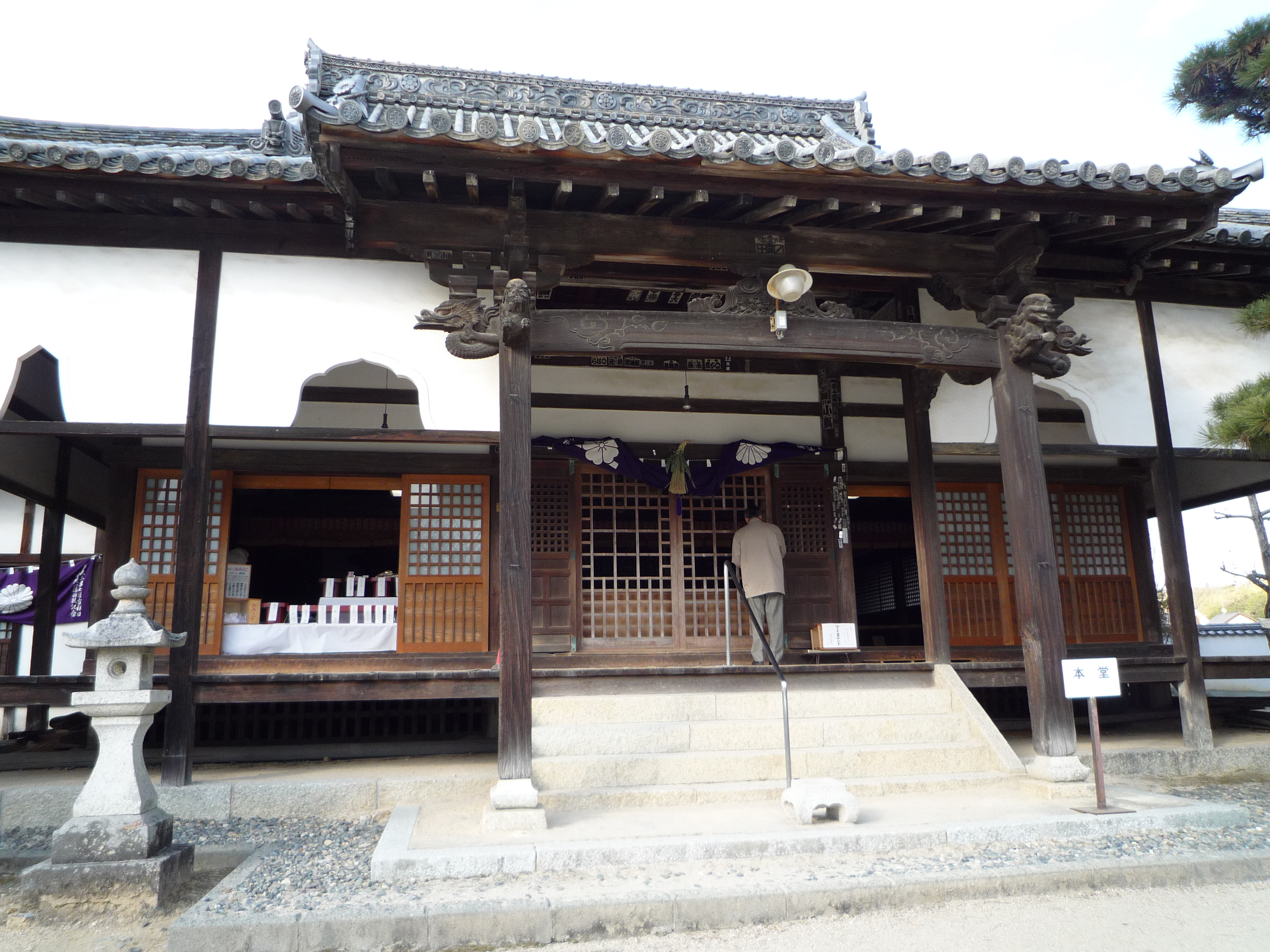
Bitchū Kokubun-ji
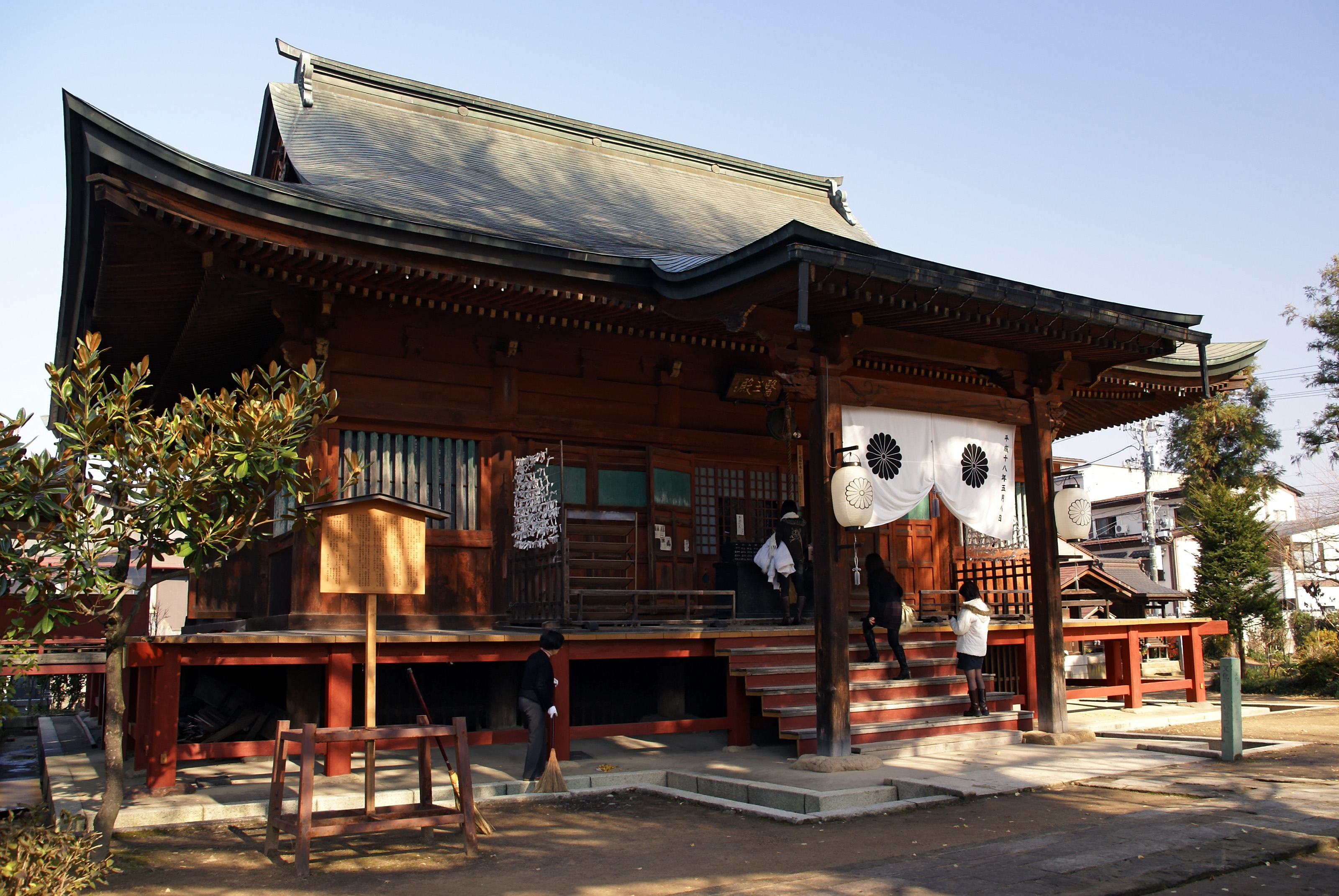
Hida Kokubun-ji
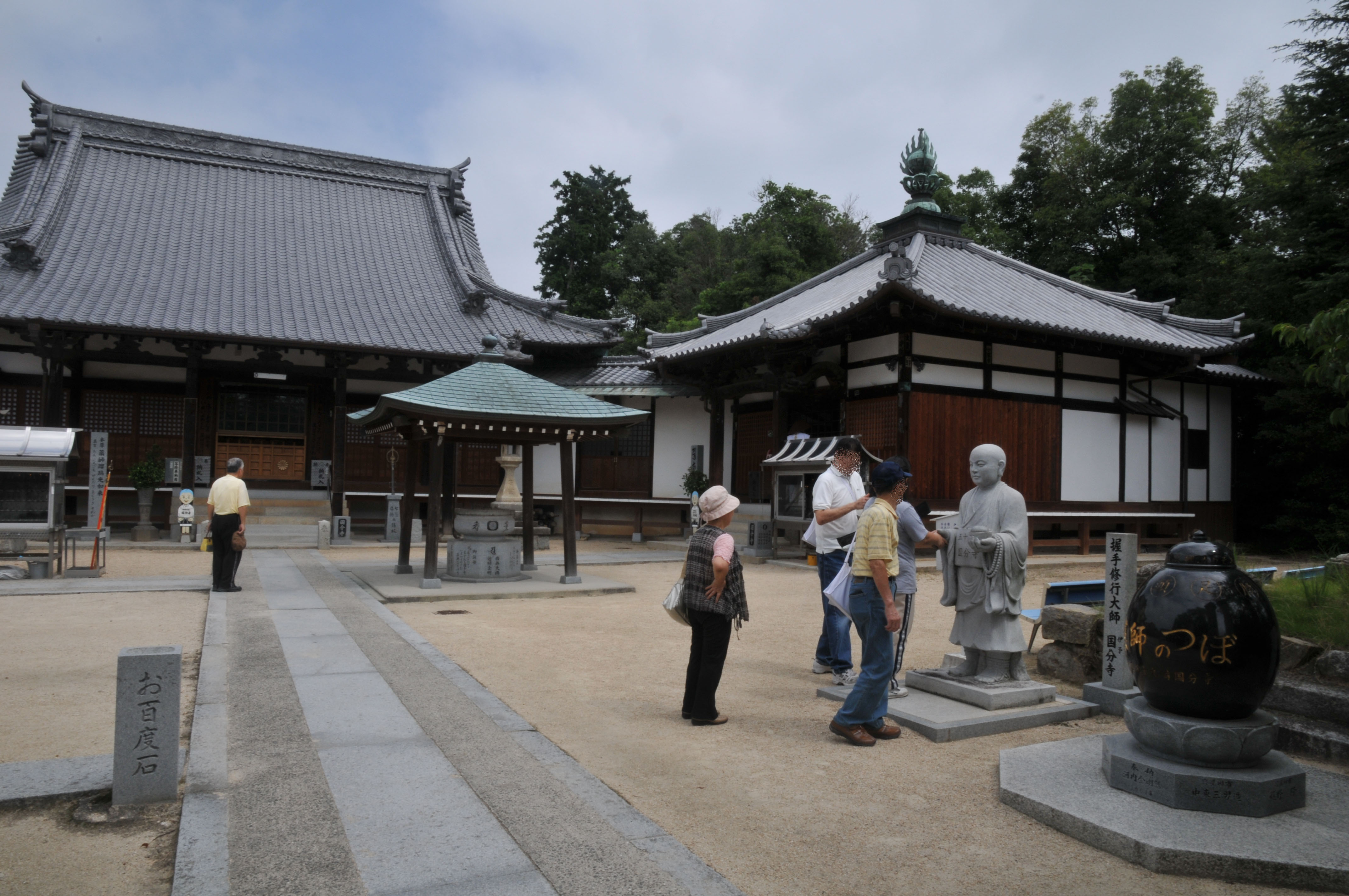
Iyo Kokubun-ji
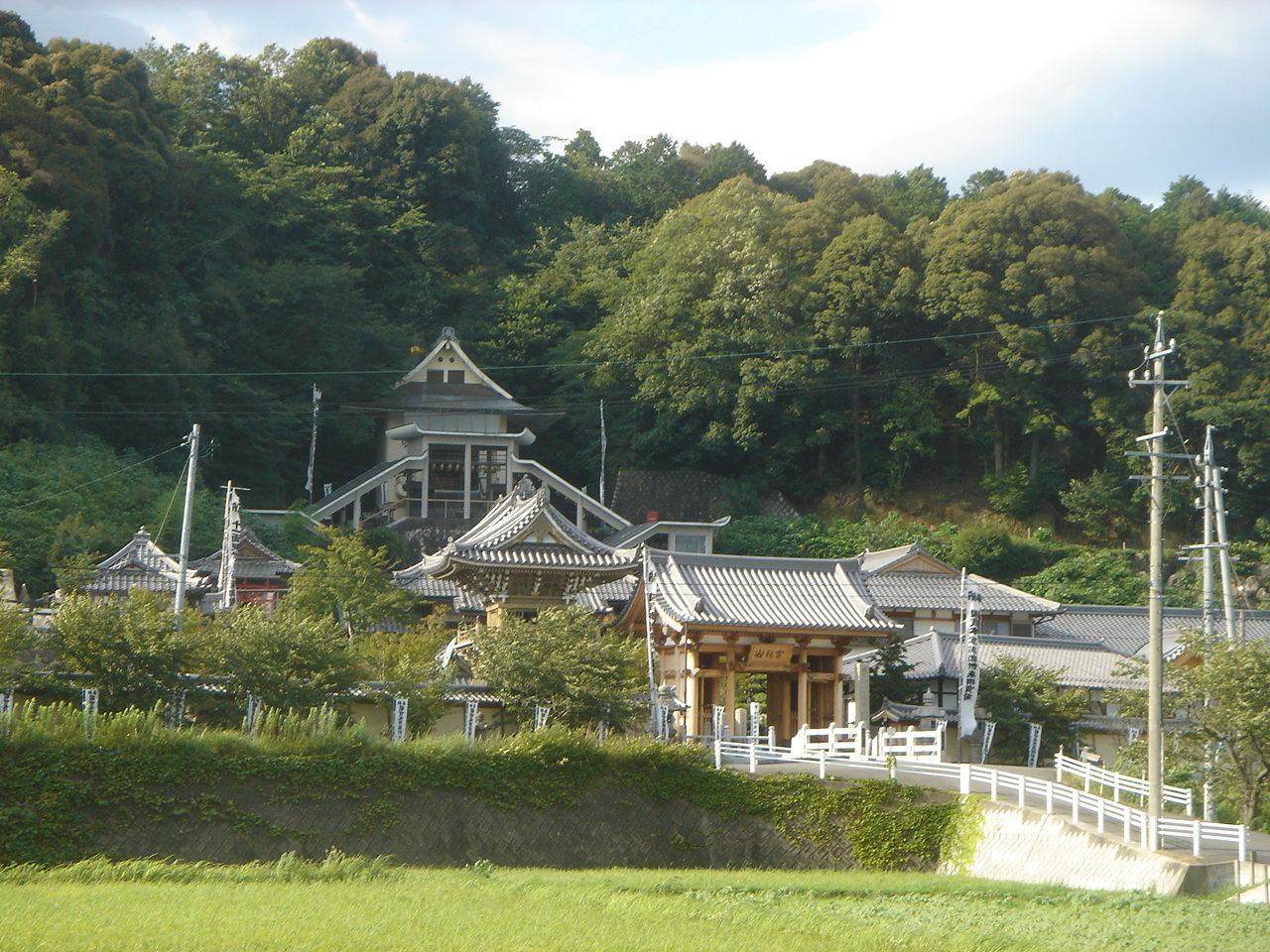
Mino Kokubun-ji
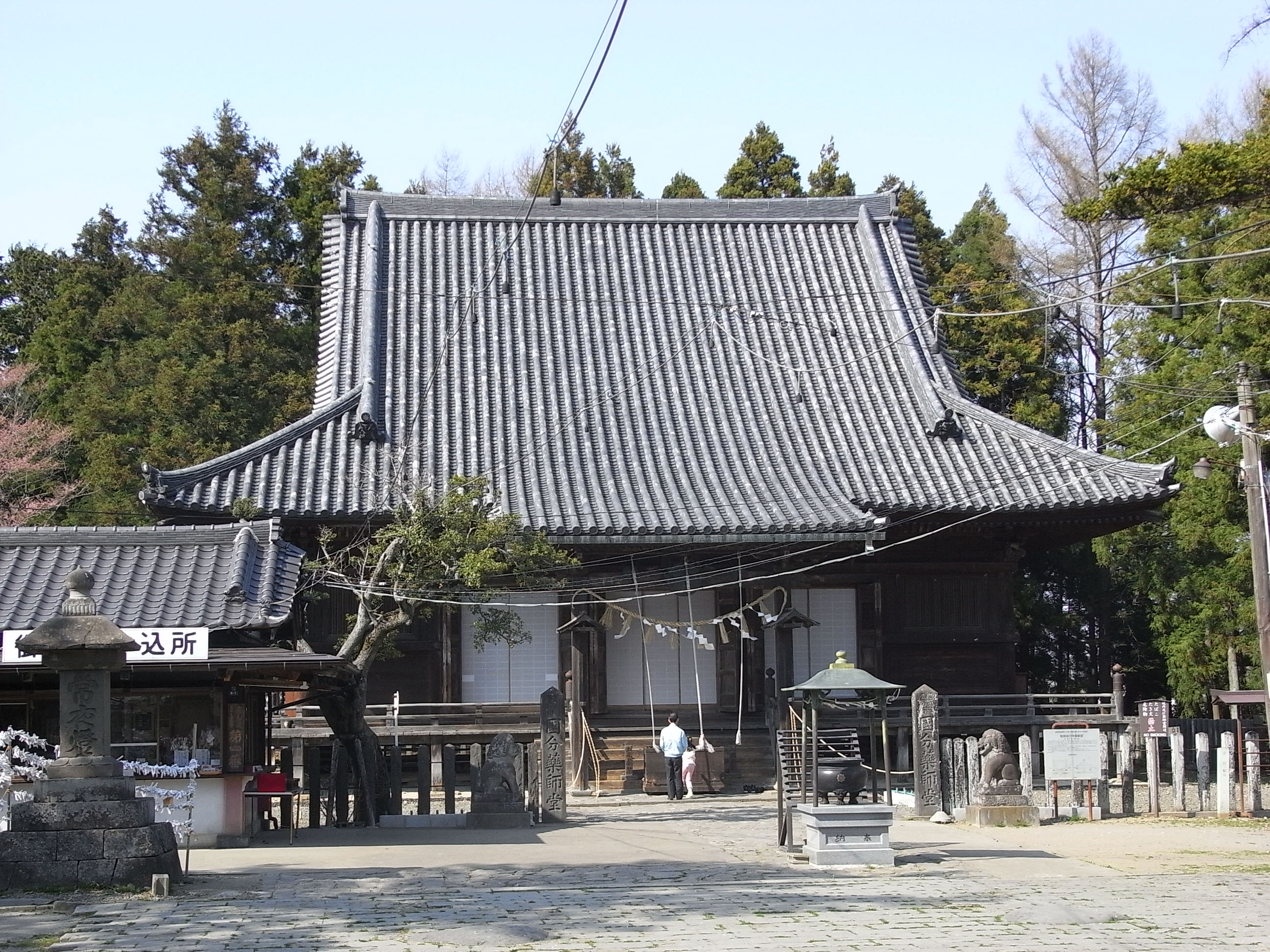
Mutsu Kokubun-ji
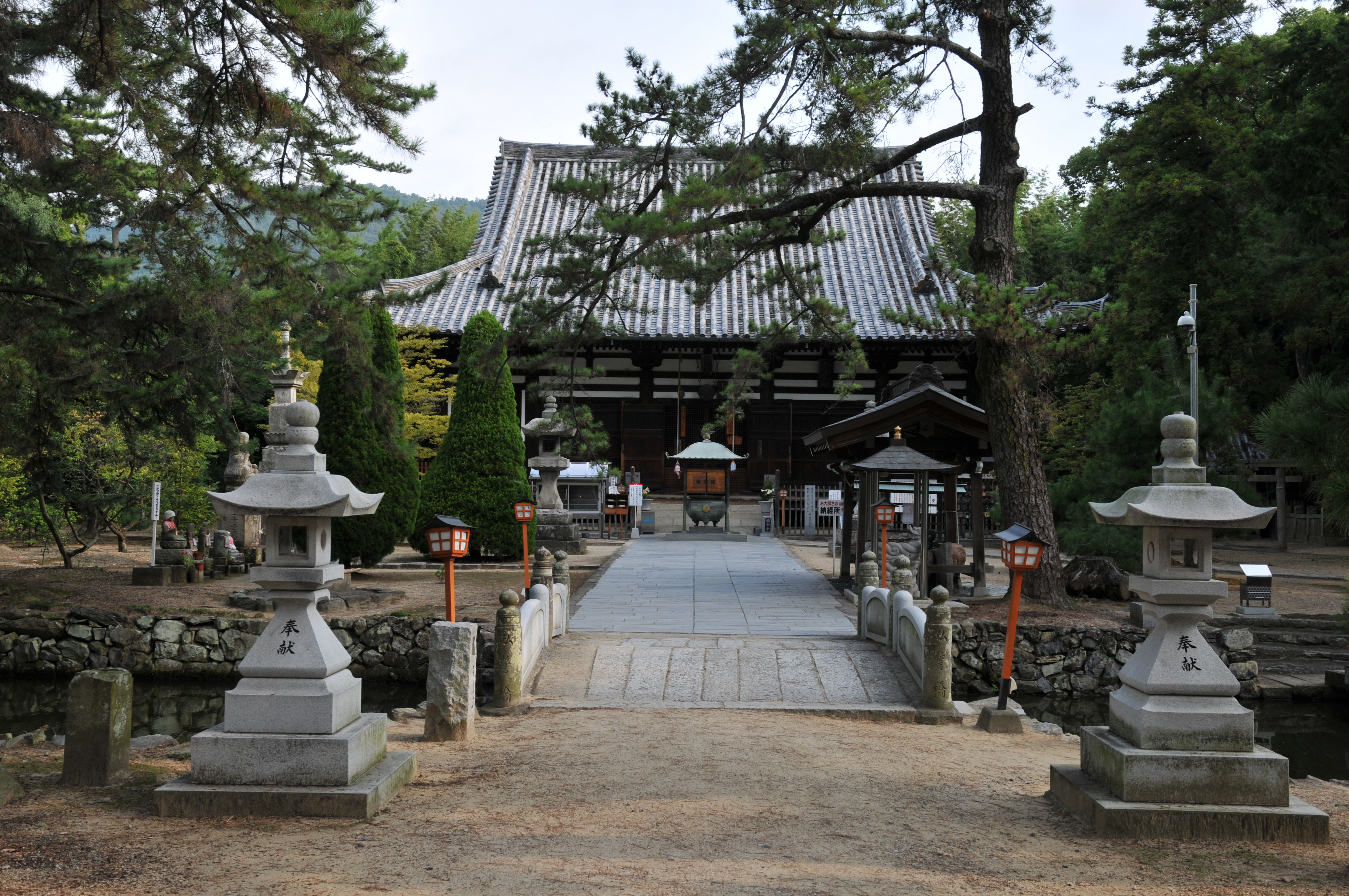
Sanuki Kokubun-ji
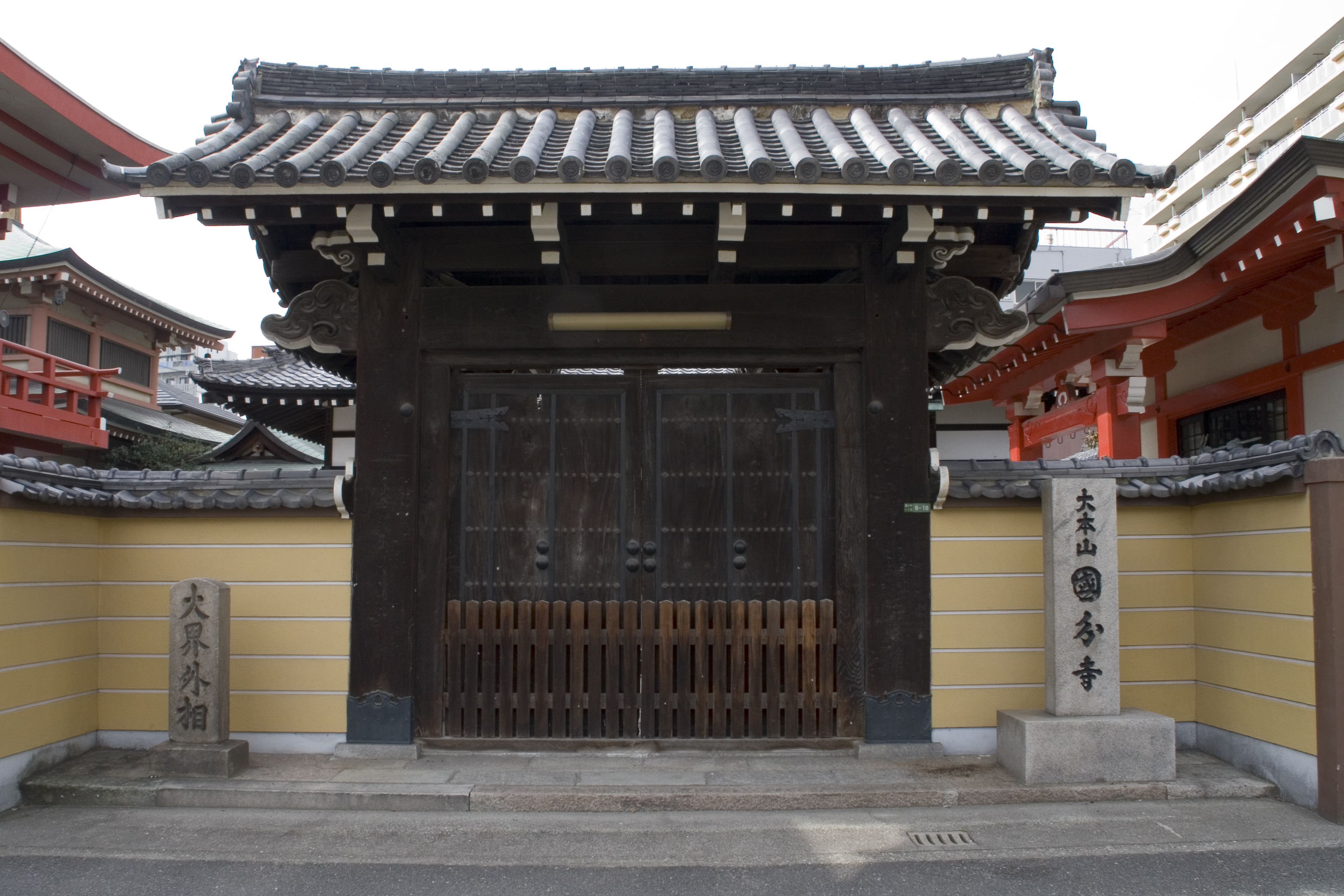
(Settsu) Kokubun-ji
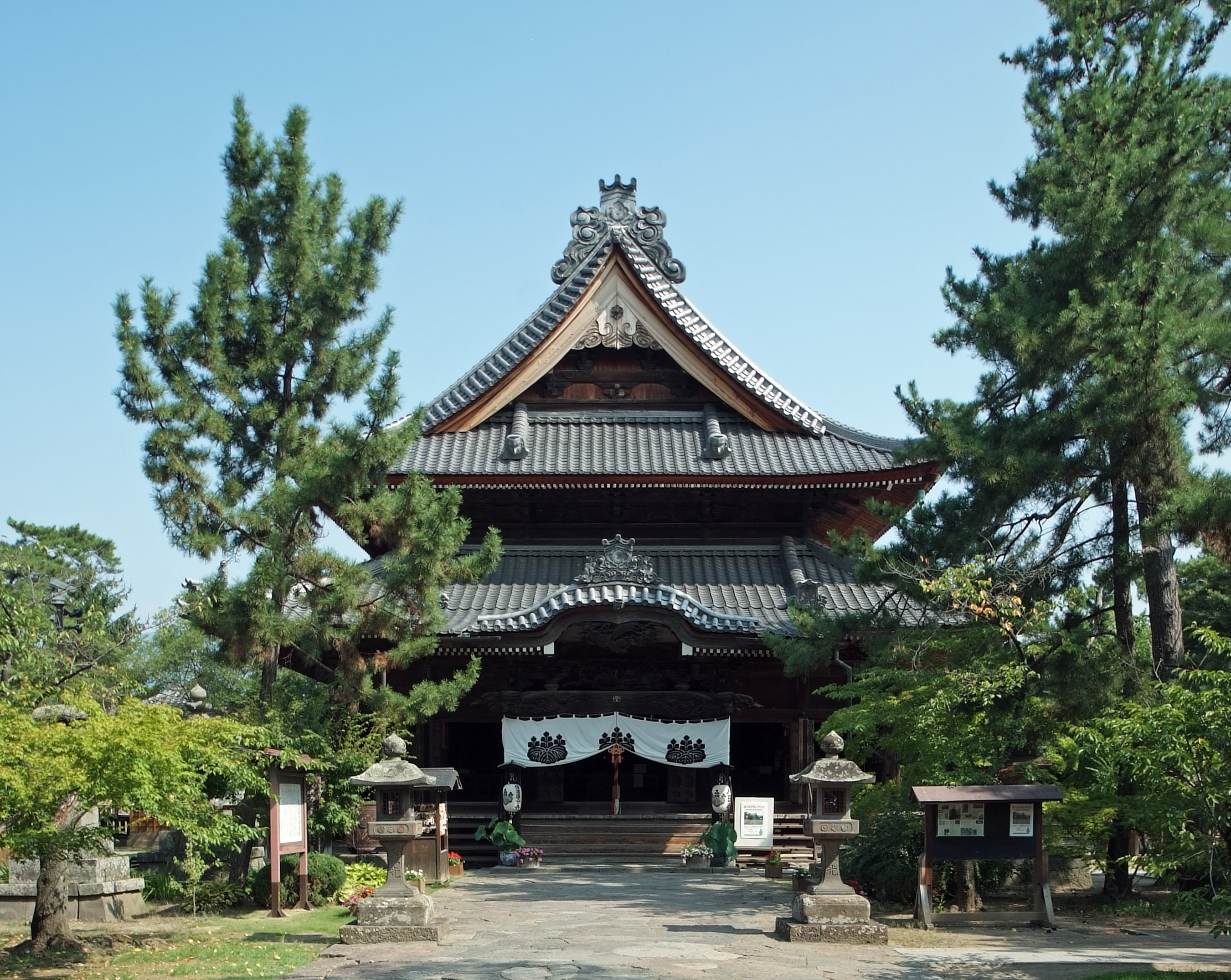
Shinano Kokubun-ji
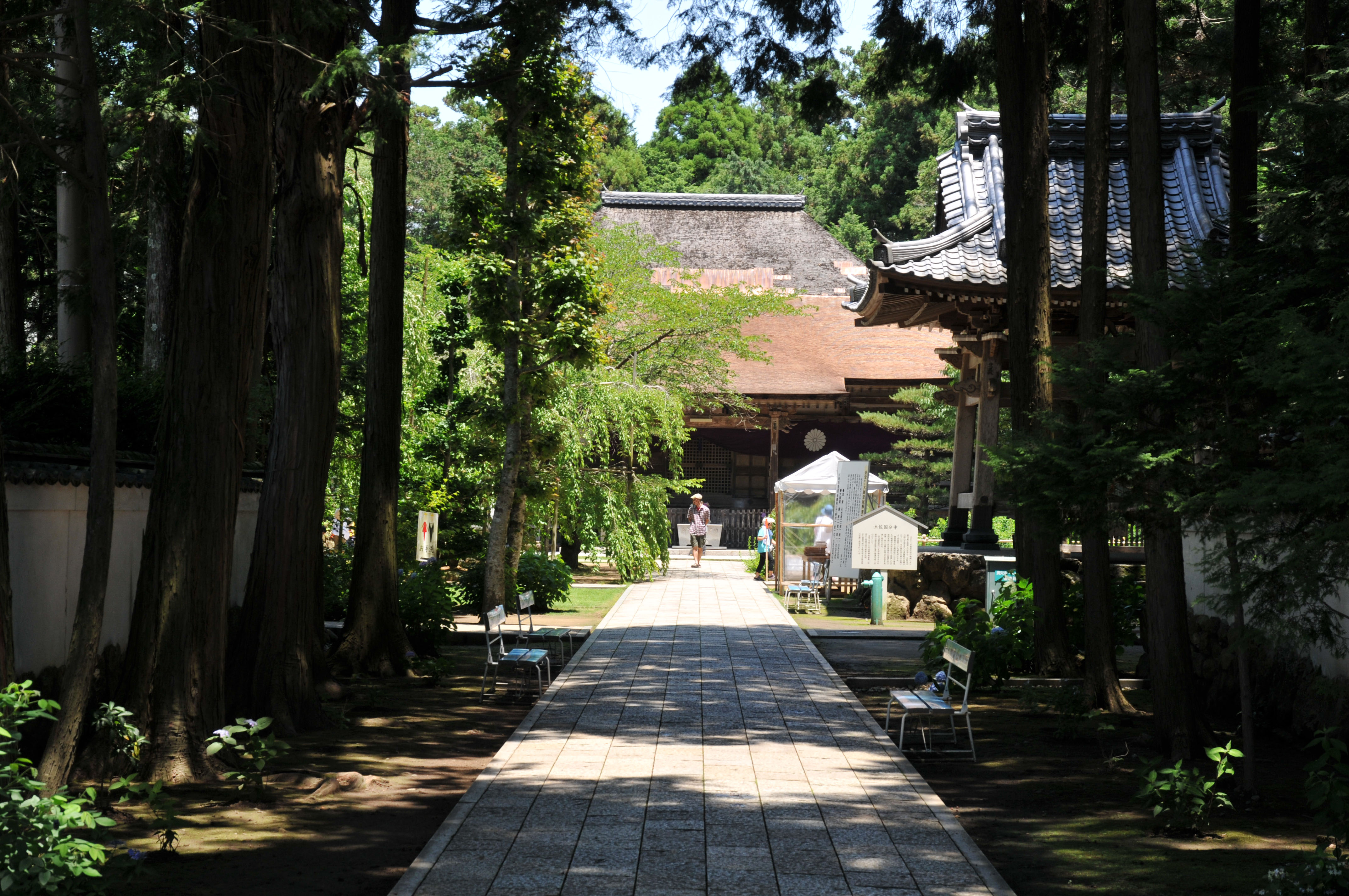
Tosa Kokubun-ji
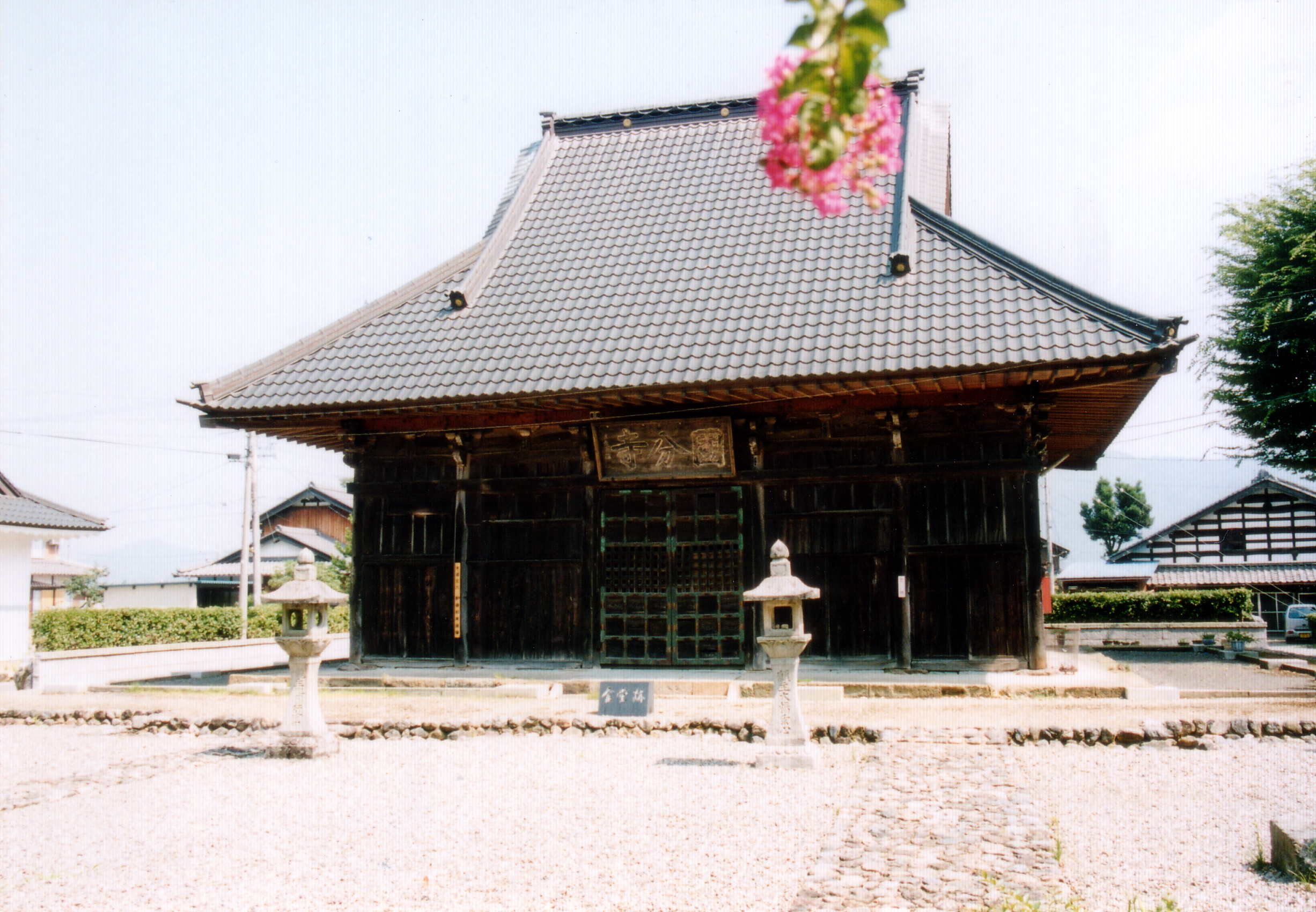
Wakasa Kokubun-ji